# الدوري البلغاري الممتاز 1958-59
الدوري البلغاري الممتاز 1958-59 (بالبلغارية: „А“ група 1958/59)‏ هو الموسم 35 من الدوري البلغاري الممتاز. أقيم خلال الفترة 23 أغسطس 1958 وحتى 14 يونيو 1959، وأشرف على تنظيمه اتحاد بلغاريا لكرة القدم، وكان عدد الأندية المشاركة فيه 12، وفاز فيه سسكا صوفيا.